# Народна партија (Шпанија)
Народна партија (шп. Partido Popular) ПП (шпанска скраћеница) је конзервативна шпанска политичка партија.
Народну партију је 1989. године основао Мануел Фрага Ирибарне, бивши министар туризма за време диктатуре Франсиска Франка.
ПП од 2019 је друга странка у шпанском Парламенту са 88 од 350 посланика, и друга по реду странка у шпанском Сенату са 151 од 265 сенатора. ПП је чланица Центристичке демократске интернационале, Интернационалне демократске уније и Европске народне партије. У Европском парламенту имају 16 посланика.